# Ein neuer Tag (Lied)
Ein neuer Tag ist ein Lied der deutschen Band Juli. Es erschien im Oktober 2006 auf ihrem gleichnamigen zweiten Album Ein neuer Tag und wurde im September 2007 als Single ausgekoppelt.

## Entstehung
Sängerin Eva Briegel enthüllte, dass ihr zumindest Teile des Liedes während eines Konzerts der Sportfreunde Stiller eingefallen seien. Wie alle Titel des Albums, das am 13. Oktober 2006 erschien, wurde Ein neuer Tag im Mohrmann-Studio in Bochum aufgenommen, wo die Band von November 2005 bis Juli 2006 an dem Album arbeitete.

## Veröffentlichung
Nach Dieses Leben, Wir beide und Zerrissen war Ein neuer Tag die vierte und letzte Singleauskopplung aus dem gleichnamigen Album. Die Single erschien am 28. September 2007 und damit zeitgleich mit dem Album Ein neuer Tag – live und der gleichnamigen DVD. Daher erschienen auf der Single auch zwei Tracks des Livealbums, die am 28. Februar 2007 beim Konzert in Münster aufgenommen worden waren. Zudem wurde das von Dashboard Confessional mit Eva Briegel als Gastsängerin aufgenommene Lied Stolen, das im Juli 2007 als Single erschienen war, hier nochmals veröffentlicht.
| #  | Titel                                      | Titel                                      | Spiel- dauer |
| -- | ------------------------------------------ | ------------------------------------------ | ------------ |
| 1. | Ein neuer Tag – Album Version              | Ein neuer Tag – Album Version              | 2:50         |
| 2. | Ein neuer Tag – Live in Münster            | Ein neuer Tag – Live in Münster            | 3:20         |
| 3. | Wir beide – Live in Münster                | Wir beide – Live in Münster                | 3:50         |
| 4. | Stolen – Dashboard Confessional feat. Juli | Stolen – Dashboard Confessional feat. Juli | 3:21         |
| 5. | Enhanced Media Player                      | Enhanced Media Player                      |              |
| 5. | A.                                         | EPK „Ein neuer Tag – live“                 |              |
| 5. | B.                                         | Videoclip „Ein neuer Tag“                  |              |

## Musikvideo
Das offizielle Musikvideo zu Ein neuer Tag besteht aus einem Zusammenschnitt von Aufnahmen aus der Live-DVD, die jedoch stark verfremdet wurden. So ist das Video größtenteils in schwarz-weiß gehalten; farbige Animationseffekte erinnern an die Papierstreifen-Optik, in der das Album Ein neuer Tag und seine Singleauskopplungen gestaltet waren. Regie führten Sven Sindt und Dominic Bünning.

## Mitwirkende
| Liedproduktion - Eva Briegel: Gesang - Andreas „Dedi“ Herde: Bass - Jonas Pfetzing: Gitarre - Simon Triebel: Gitarre - Marcel Römer: Schlagzeug - Roland Peil: Percussion - Olaf Opal: Produktion - Oli Zülch: Engineering - Markus Schlichtherle, Jörg Siegerle: Engineering (Liveaufnahmen) - Michael Ilbert, Maratone Studio, Stockholm: Abmischung - Greg Calbi, Sterling Sound, New York: Mastering - Imagion AG, Marko Schneider: Abmischung (Liveaufnahmen) | Artwork - Sven Sindt, Sebastian Schmidt: Fotos Unternehmen - Universal Music Domestic Division: Musiklabel - Island Records: Musiklabel - EMI Music Publishing: Musikverlag - Miraphon Management: Künstlermanagement - Mohrmann-Studio, Bochum: Tonstudio - Peter Brandt Remote Recording: Soundrecording (Liveaufnahmen) - Hort: Artwork |

## Charts und Chartplatzierungen
In den deutschen Singlecharts stieg der Titel am 5. Oktober 2007 auf Platz 85 ein, was zugleich seine höchste Chartplatzierung darstellte. Er hielt sich zwei Wochen in den Charts. In Österreich und in der Schweiz erreichte das Lied keine Chartsnotierung.
| ChartsChartplatzierungen | Höchstplatzierung | Wochen |
| ------------------------ | ----------------- | ------ |
| Deutschland (GfK)        | 85 (2 Wo.)        | 2      |